# Halodiplosis salsuginea
Halodiplosis salsuginea är en tvåvingeart som beskrevs av Boris Mamaev 1972. Halodiplosis salsuginea ingår i släktet Halodiplosis och familjen gallmyggor.
Artens utbredningsområde är Uzbekistan. Inga underarter finns listade i Catalogue of Life.